# Gopchang
Gopchang(tiếng Hàn Quốc: 곱창)là một món ăn trong ẩm thực Triều Tiên, được chế biến từ tràng non của lợn hay bò nướng. So với các món ăn làm từ thịt bò và lợn, gopchang giàu chất sắt và vitamin. Món này tương đối rẻ tiền và có một hương vị đặc trưng và dễ khoái khẩu do cảm giác nhai mang tới. Vì vậy, nó được sử dụng trong nhiều món ăn Hàn Quốc như gui (món nướng) hoặc bokkeum (món xào). Nó tương tự như makchang, ngoại trừ việc nó được chuẩn bị từ tràng non.